# D. J. Wilson
DeVante Jaylen "D. J." Wilson (Mount Shasta, 19 de fevereiro de 1996) é um basquetebolista americano que atualmente joga pelo Houston Rockets da National Basketball Association (NBA).
Ele jogou basquete universitário na Universidade de Michigan e foi selecionado na 17ª posição no Draft de 2017 pelos Bucks.

## Infância e educação
Na Capital Christian School, em Sacramento, Wilson sofreu uma fratura por estresse na vértebra lombar, que o afastou durante o verão de 2012 e parte de sua última temporada, o que o levou a perder a atenção de alguns recrutadores. Ele passou três meses com uma cinta nas costas, dos quadris ao peito. No meio dessa temporada, ele completou um surto de crescimento que o levou a uma altura de 2,03 m. 
Em junho de 2013, ele havia se recuperado o suficiente para somar 22 pontos e 8 rebotes em um evento do California Golden Bears. Logo depois, Michigan e outras universidades começaram a recrutá-lo.
Wilson assinou sua Carta de Intenções Nacional com a Universidade de Michigan em 13 de novembro de 2013, com a expectativa de que Glenn Robinson III e Mitch McGary entrariam no Draft de 2014. No momento de sua assinatura, ele era o primeiro jogador da área de Sacramento a assinar com uma universidade da Big Ten Conference.
| Nome | Cidade Natal                            | Escola                 | Altura | Peso  | Data                 |
| --- | --------------------------------------- | ---------------------- | ------ | ----- | -------------------- |
| D. J. Wilson SF/PF | Sacramento, CA                          | Capital Christian (CA) | 2.03 m | 95 kg | 6 de Outubro de 2013 |
| D. J. Wilson SF/PF | Recrutamento: Scout: Rivals: 247Sports: |                        |        |       |                      |
| - Nota: Em muitos casos, Scout, Rivals e 247Sports podem entrar em conflito em suas listas de altura e peso. Nesses casos, a média foi calculada. Fonte: |                                         |                        |        |       |                      |

## Carreira universitária

### Primeiro ano
Antes da temporada de 2014-15, Wilson passou por uma cirurgia no dedo mindinho e não participou da turnê de exibição de quatro jogos na Itália.
Durante o quinto jogo da temporada contra Villanova no Legends Classic de 2014, Wilson se machucou quando foi bloqueado por Dylan Ennis. Ele ficou de fora devido a uma torção no joelho e acabou perdendo o restante da temporada.

### Segundo ano
Em 19 de dezembro de 2015, Michigan derrotou o Youngstown State por 105–46, com Wilson contribuindo com 12 pontos. A vitória de 59 pontos foi a segunda maior da história da universidade.
Embora Wilson tenha jogado em 26 jogos na temporada de 2015-16, ele jogou apenas 10 minutos em 5 jogos. No entanto, ele terminou em segundo na equipe em bloqueios com 10.

### Último ano
Na estréia no Big Ten contra Iowa, em 1 de janeiro, Wilson registrou 28 pontos e 14 rebotes na derrota por 83-86. Em 10 de março, Michigan derrotou Purdue por 74–70 durante as quartas de final do Torneio de Basquete Masculino da Big Ten Conference de 2017. Michigan foi liderado por Wilson com 8 rebotes, 3 chutes bloqueados e 26 pontos, que foi o segundo maior desempenho em pontuação de um jogo do torneio (atrás dos 29 pontos do companheiro de equipe Derrick Walton no dia seguinte).
Wilson obteve uma média de 15,3 pontos por jogo nos quatro jogos de Michigan durante o Torneio de Basquete Masculino da Big Ten Conference, ajudando os Wolverines a emergir como o campeão. Ele obteve média de 16 pontos, 3 bloqueios e 4,3 rebotes em três jogos do Torneio da NCAA de 2017, ajudando Michigan a chegar à rodada dos dezesseis, onde a equipe foi eliminada por Oregon.
Após o Torneio da NCAA de 2017, ele começou a aparecer em várias projeções simuladas para o Draft de 2017. Em 4 de abril de 2017, a Sports Illustrated o projetou como seleção da primeira rodada, e o analista da ESPN, Eamonn Brennan, afirmou que sua decisão esperada de entrar no draft "parece uma conclusão precipitada". Em 10 de abril, Wilson e seu colega de equipe, Moe Wagner, se declararam para o draft, mas não contrataram agentes, o que lhes deu até 24 de maio para retirar seus nomes e manter sua elegibilidade atlética para retornar a Michigan. Durante a semana anterior à NBA Combine, Wilson machucou o quadríceps durante um treino com o San Antonio Spurs, relegando-o a participar de medições físicas e entrevistas. Os analistas estavam céticos sobre a prontidão de Wilson para o Draft de 2017. Ele declarou durante as entrevistas que ele não permaneceria no draft, a menos que tivesse certeza de seria selecionado na primeira rodada. Em 24 de maio, Wilson anunciou que permaneceria no draft, encerrando sua carreira em Michigan, apesar dos dois anos restantes de elegibilidade.

## Carreira profissional

### Temporada de 2017-18
Em 22 de junho de 2017, Wilson foi selecionado com a 17º escolha geral pelo Milwaukee Bucks no Draft da NBA de 2017. Ele assinou um contrato de novato em 6 de julho, véspera do primeiro jogo dos Bucks na Summer League de 2017.
Ele estreou em 20 de outubro de 2017 contra o Cleveland Cavaliers, mas não marcou ou postou outras estatísticas. Wilson teve seu primeiro rebote em 29 de outubro contra o Atlanta Hawks e seus quatro primeiros pontos contra o Oklahoma City Thunder dois dias depois. Durante a temporada, os Bucks designaram Wilson para o Wisconsin Herd, afiliado da equipe na G-League, várias vezes.
Em sua primeira temporada, ele jogou em 22 jogos e teve médias de 1.0 pontos e 0.5 rebotes em 3.2 minutos.

### Temporada de 2018-19
Wilson perdeu os 22 primeiros jogos da temporada com uma lesão no tendão. No final de novembro, ele pôde aparecer na G-League pelo Wisconsin Herd. Ele viu ação limitada em dois jogos da NBA no início de dezembro, incluindo sua estréia na temporada em 5 de dezembro contra o Detroit Pistons. Ele havia sido titular um total de seis jogos pelo Wisconsin Herd, antes de ser convocado novamente em 15 de dezembro de 2018, quando Ersan Ilyasova teve uma contusão no nariz. 
Em 19 de dezembro contra o New Orleans Pelicans, ele registrou 10 rebotes e 9 pontos, ultrapassando 20 minutos de tempo de jogo pelo segundo jogo consecutivo. Em 27 de dezembro contra o New York Knicks, ele teve seu primeiro duplo-duplo na NBA com 14 rebotes e 10 pontos em 21 minutos.
Em 31 de março de 2019, Wilson teve seu primeiro jogo como titular contra o Atlanta Hawks, ele terminou o jogo com 12 pontos, 7 rebotes e 5 assistências em 34 minutos. Em 10 de abril, o último jogo da temporada, Wilson registrou 18 pontos, 17 rebotes e 4 assistências contra o Oklahoma City Thunder.
Em sua segunda temporada, ele jogou em 48 jogos e teve médias de 5.8 pontos, 4.6 rebotes e 1.1 assistências em 18.4 minutos.

### Temporada de 2019-20
Em 24 de outubro de 2019, os Bucks exerceram a opção de extensão para um quarto ano no contrato de Wilson por US $ 4.548.280.
No momento da parada da temporada da NBA devido à Pandemia de COVID-19, Wilson tinha jogado em 31 jogos, tendo médias de 3.2 pontos e 2.2 rebotes em 9.0 minutos.

## Estatísticas

### NBA

#### Temporada regular
| Ano      | Equipe    | PJ  | PT | MPJ  | AP   | 3P   | LL   | RT  | AS  | BR | TO | PPJ |
| -------- | --------- | --- | -- | ---- | ---- | ---- | ---- | --- | --- | -- | -- | --- |
| 2017–18  | Milwaukee | 22  | 0  | 3.2  | .563 | .400 | .500 | .5  | .1  | .1 | .0 | 1.0 |
| 2018–19  | Milwaukee | 48  | 3  | 18.4 | .414 | .362 | .553 | 4.6 | 1.1 | .4 | .4 | 5.8 |
| 2019–20  | Milwaukee | 37  | 1  | 9.8  | .394 | .247 | .611 | 2.5 | .7  | .1 | .1 | 3.6 |
| Carreira | Carreira  | 107 | 4  | 10.4 | .457 | .336 | .554 | 2.5 | .6  | .1 | .1 | 3.4 |

#### Playoffs
| Ano  | Equipe    | PJ | PT | MPJ | AP   | 3P   | LL    | RT  | AS | BR | TO | PPJ |
| ---- | --------- | -- | -- | --- | ---- | ---- | ----- | --- | -- | -- | -- | --- |
| 2019 | Milwaukee | 8  | 0  | 5.4 | .500 | .200 | 1.000 | 1.3 | .5 | .0 | .1 | 2.4 |

### G-League
| Ano      | Equipe    | PJ | MPJ  | AP   | 3P   | LL    | RT  | AS  | BR  | TO  | PPJ  |
| -------- | --------- | -- | ---- | ---- | ---- | ----- | --- | --- | --- | --- | ---- |
| 2017-18  | Wisconsin | 11 | 32.5 | .471 | .340 | 1.000 | 5.5 | 2.4 | 0.8 | 0.6 | 15.9 |
| 2018-19  | Wisconsin | 6  | 23.2 | .533 | .464 | .556  | 5.0 | 1.8 | 1.5 | 0.7 | 13.7 |
| 2019-20  | Wisconsin | 5  | 30.6 | .438 | .379 | .636  | 8.6 | 3.0 | 0.4 | 2.0 | 18.8 |
| Carreira | Carreira  | 22 | 28.7 | .480 | .394 | .730  | 6.3 | 2.4 | 0.9 | 1.0 | 16.1 |

### Universidade
| Ano      | Equipe   | PJ | PT | MPJ  | AP   | 3P   | LL   | RT  | AS  | BR | TO  | PPJ  |
| -------- | -------- | -- | -- | ---- | ---- | ---- | ---- | --- | --- | -- | --- | ---- |
| 2014–15  | Michigan | 5  | 0  | 4.8  | .250 | .000 | .000 | 1.2 | .0  | .0 | .6  | .4   |
| 2015–16  | Michigan | 26 | 0  | 6.1  | .474 | .333 | .727 | .7  | .3  | .2 | .4  | 2.7  |
| 2016–17  | Michigan | 38 | 36 | 30.4 | .538 | .373 | .833 | 5.3 | 1.3 | .5 | 1.5 | 11.0 |
| Carreira | Carreira | 69 | 36 | 13.7 | .420 | .235 | .520 | 2.4 | .5  | .2 | .8  | 4.7  |

Fonte: